# Phân biệt chủng tộc ở Israel

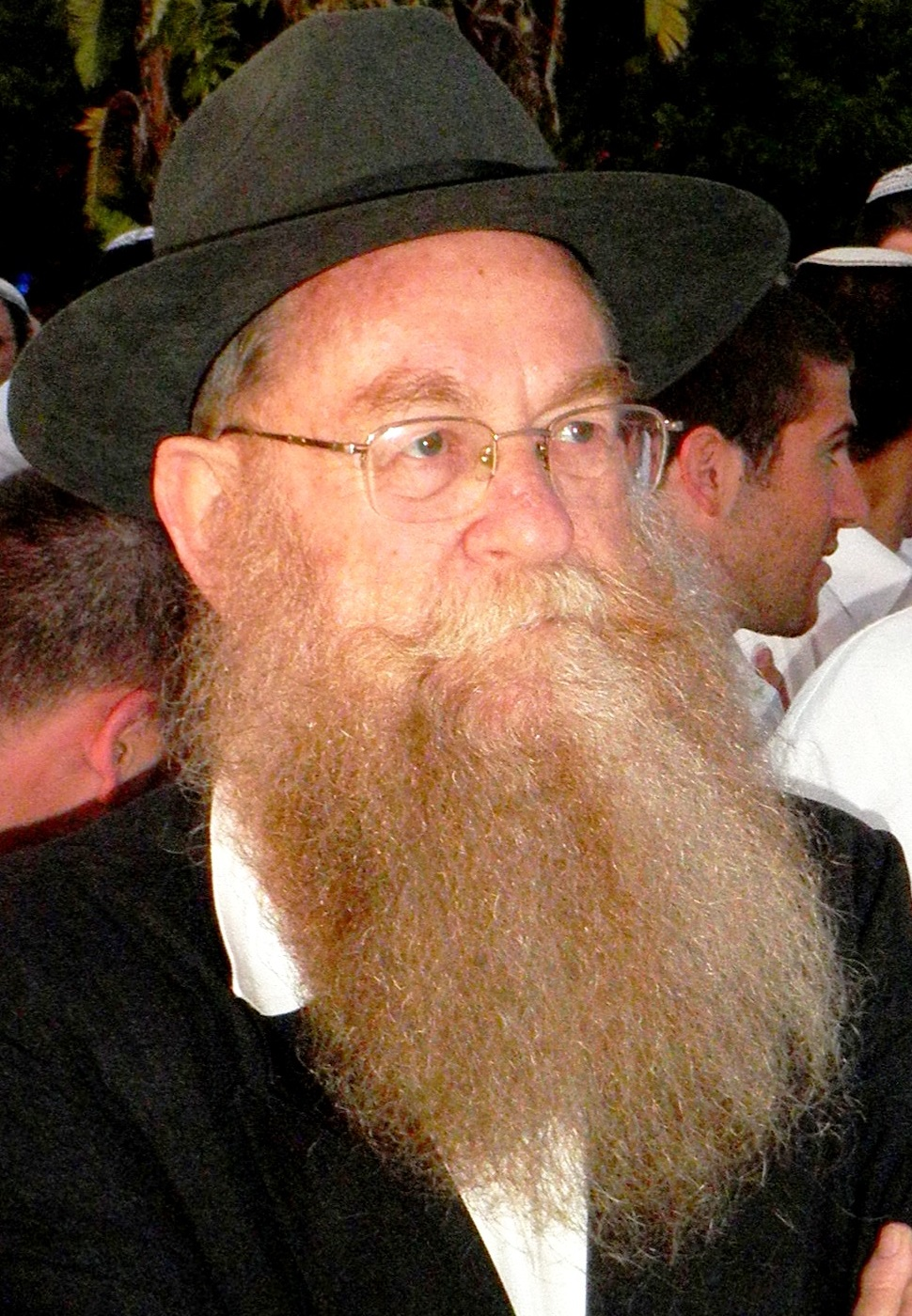
Người Do Thái Ashkenazi ở Israel

Phân biệt chủng tộc ở Israel đề cập đến tất cả các hình thức, các biểu hiện, các trải nghiệm, và các sắc thái của chủ nghĩa phân biệt chủng tộc ở Israel, bất kể màu da hay tín ngưỡng của thủ phạm và nạn nhân, hoặc quốc tịch, tình trạng cư trú hay địa vị của khách viếng thăm.
Cụ thể hơn trong bối cảnh của Israel, chủ nghĩa phân biệt chủng tộc ở Israel đề cập đến chủ nghĩa phân biệt chủng tộc nhằm vào người Israel Ả rập đối đấu với người Israel Do Thái, chủ nghĩa phân biệt chủng tộc nội bộ giữa các dân tộc Do Thái khác nhau cụ thể đặc biệt là người Do Thái Ethiopian, sự phân biệt kỳ thị chủng tộc của người Do Thái da trắng đối với người Do Thái Mizrahi và người Do Thái da màu, và sự phân biệt chủng tộc người Israel Do Thái kỳ thị người Israel Ả Rập.
Chủ nghĩa phân biệt kỳ thị chủng tộc của người Do Thái Israel đối với người Ả Rập Hồi giáo ở Israel tồn tại trong các chính sách thể chế, thái độ cá nhân, phương tiện truyền thông, giáo dục, quyền nhập cư, nhà ở, đời sống xã hội và chính sách pháp luật. Một số yếu tố trong số người Do Thái Ashkenazi Israel cũng được mô tả là giữ thái độ kỳ thị phân biệt chủng tộc đối với cả những người Do Thái khác, kể cả người Do Thái Ethiopia, người Do Thái Ấn Độ, người Do Thái Mizrahi, và người Do Thái Sephardi. Mặc dù việc kết hôn lai giống giữa người Do Thái Ashkenazi và người Do Thái Sephardi / người Do Thái Mizrahi ngày càng phổ biến ở Israel, việc hội nhập xã hội không ngừng được cải thiện, nhưng sự chênh lệch không bình đẳng giữa các sắc dân khác nhau của người Do Thái vẫn tiếp tục tồn tại. Đặc biệt người Do Thái Ethiopia phải đối mặt với sự đối xử mang tính chất phân biệt kỳ thị chủng tộc của những người Do Thái không da đen. Người ta cho rằng tình trạng của người Do Thái Ethiopia để trở thành người da trắng cũng tương tự như những người nhập cư châu Âu như người Ba Lan và người Ý đến nước Mỹ Hoa Kỳ vào cuối thế kỷ 19 và đầu thế kỷ 20.

## Phân biệt kỳ thị chủng tộc chống lại dân ngoại người da đen Châu Phi

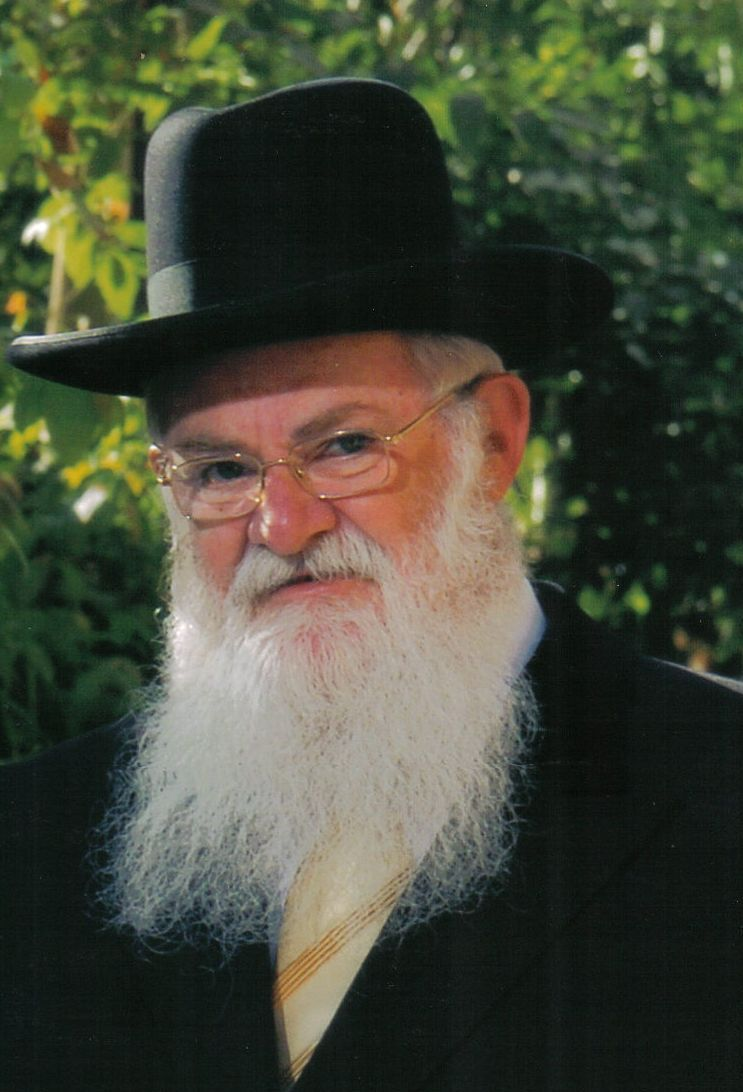
Một người đàn ông người Do Thái da trắng

Tháng 4 năm 2012, tờ Svenska Dagbladet của Thụy Điển báo cáo rằng hàng chục nghìn người tị nạn và lao động nhập cư người châu Phi đã đến tới Israel trong các tuyến buôn lậu nguy hiểm, sống ở công viên Levinsky của miền nam Tel Aviv. SvD báo cáo rằng một số người Phi châu đi ngủ trong công viên và nằm trên các thùng hộp giấy các tông dưới những bầu trời đêm đầy vì sao sáng trên cao, những người da đen khác thì sống chen chúc trong những chiếc lều tối tăm lụp xục bẩn thỉu dơ dáy. Báo cáo cũng đã ghi nhận các tình huống của những người tị nạn Phi Châu, người Sudan từ Darfur, người Eritrea, người Ethiopian và các dân tộc châu Phi khác, những người da đen đứng xếp hàng dài để được vào bếp ăn canh, được tổ chức bởi các tình nguyện viên Israel. Bộ trưởng Nội vụ nói thẳng "muốn mọi người bị trục xuất".
Tháng 5 năm 2012, sự phản đối chống lại người châu Phi và kêu gọi trục xuất và hô hào "những người da đen hãy cút đi" ở Tel Aviv làm nóng lên vào mối đe doạ chết người, đánh bom, đánh lộn ẩu đả và phá hủy tài sản. Những người biểu tình đổ lỗi cho người nhập cư vì tội ác ngày càng tăng cao và tình hình kinh tế địa phường thì càng ngày càng xuống cấp và tồi tệ hơn, một số người phản đối đã ném những quả trứng vào người nhập cư châu Phi.

## Phân biệt kỳ thị chủng tộc nội bộ giữa các sắc dân Do Thái

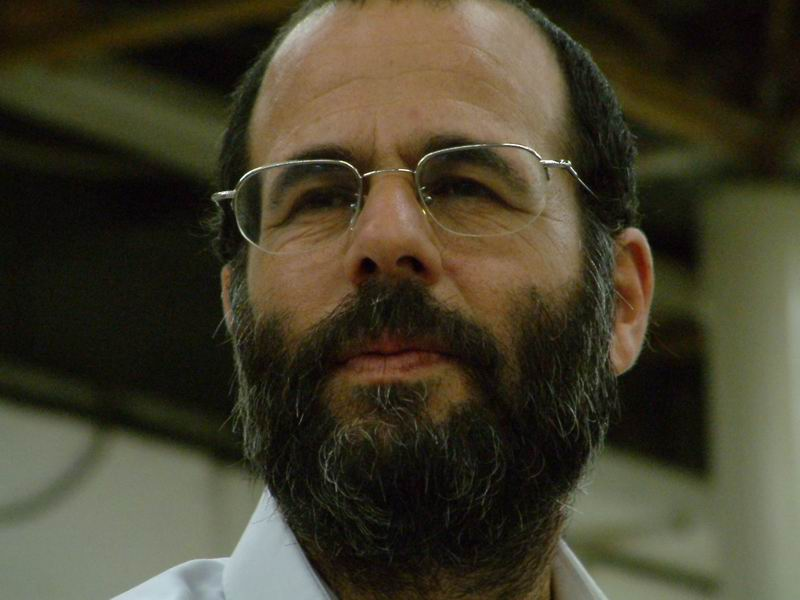
Người Do Thái Sephardi ở Israel

Một số người Do Thái Israel gốc châu Âu, còn được gọi là người Do Thái Ashkenazi, đã được miêu tả tự xem chính bản thân mình là người tài giỏi ưu tú vượt trội hơn so với những người Do Thái không phải là người Ashkenazi. Người Do Thái Ashkenazi bị cáo buộc là vẫn duy trì những vị trí cao cấp thuộc tầng lớp tinh hoa ưu tú trong xã hội Israel, với một số người mô tả các thái độ của người Do Thái Ashkenazi như là một sắc thái phân biệt chủng tộc hoặc là một biểu hiện của chủ nghĩa phân biệt kỳ thị chủng tộc.
Các nhà chức trách khác thì mô tả sự phân biệt đối xử kỳ thị chủng tộc của người Do Thái Ashkenazi là dựa vào tầng lớp địa vì xã hội chứ không phải là dựa vào chủng tộc. Chẳng hạn, sự khác biệt giữa người Do Thái Mizrahi, người Do Thái Sephardi (người Bắc Phi, người Trung Đông, người Yemen) được coi là Adatiyut  sự khác biệt cộng đồng (kết quả là do sự khác biệt trong một số phong tục tập quán truyền thống).
Một số nguồn cho rằng các báo cáo về sự phân biệt kỳ thị đối xử chủng tộc nội bộ giữa các sắc dân người Do Thái ở Israel phát sinh ra từ các trang báo tuyên truyền có nguồn gốc từ truyền thông Ả Rập công bố mà bỏ qua tính bình thường hóa và sự hài hòa giữa các cộng đồng của người Do Thái.

### Người Do Thái Ấn Độ Bene Israel

Hai người đàn ông Do Thái Ấn Độ Bene Israel

Năm 1962, các nhà chức trách ở Israel bị cáo buộc bởi các bài viết trong báo chí Ấn Độ về chủ nghĩa kỳ thị phân biệt chủng tộc trong mối quan hệ với những người Do Thái gốc Ấn Độ (được gọi là Bene Israel). Trong trường hợp gây ra nhiều tranh cãi này, Đại trưởng môn giáo sĩ Israel đã ban hành luật rằng trước khi đăng ký một cuộc hôn nhân giữa người Do Thái Ấn Độ và người Do Thái không thuộc cộng đồng đó, các thầy đạo đăng ký cho các cặp đôi đính hôn nên điều tra dòng dõi nguồn gốc xuất xứ của những người Ấn Độ nộp đơn để tìm ra khả năng mang dòng máu dân ngoại, và nếu trong trường hợp nghi ngờ không rõ ràng, thì phải yêu cầu người nộp đơn phải thực hiện việc chuyển đổi cải đạo sang Do Thái Giáo. Sự phân biệt đối xử kỳ thị chủng tộc được cho là có liên quan đến sự thật thực tế là một số nhà chức trách tôn giáo biết rõ rằng người Do Thái Ấn Độ Bene Israel thực sự không hoàn toàn là người Do Thái vì họ đã từng kết hôn khác chủng tộc trong thời gian dài khi sống cách ly với các nhóm người Do Thái khác.
Năm 1964, chính phủ Israel do Levi Eshkol lãnh đạo đã tuyên bố rằng họ coi người Do Thái Ấn Độ Bene Israel cũng là người Do Thái và không có sự ngoại lệ, là những người bình đẳng với những người Do Thái khác được tôn trọng trong tất cả các vấn đề.

### Người Do Thái Yemen

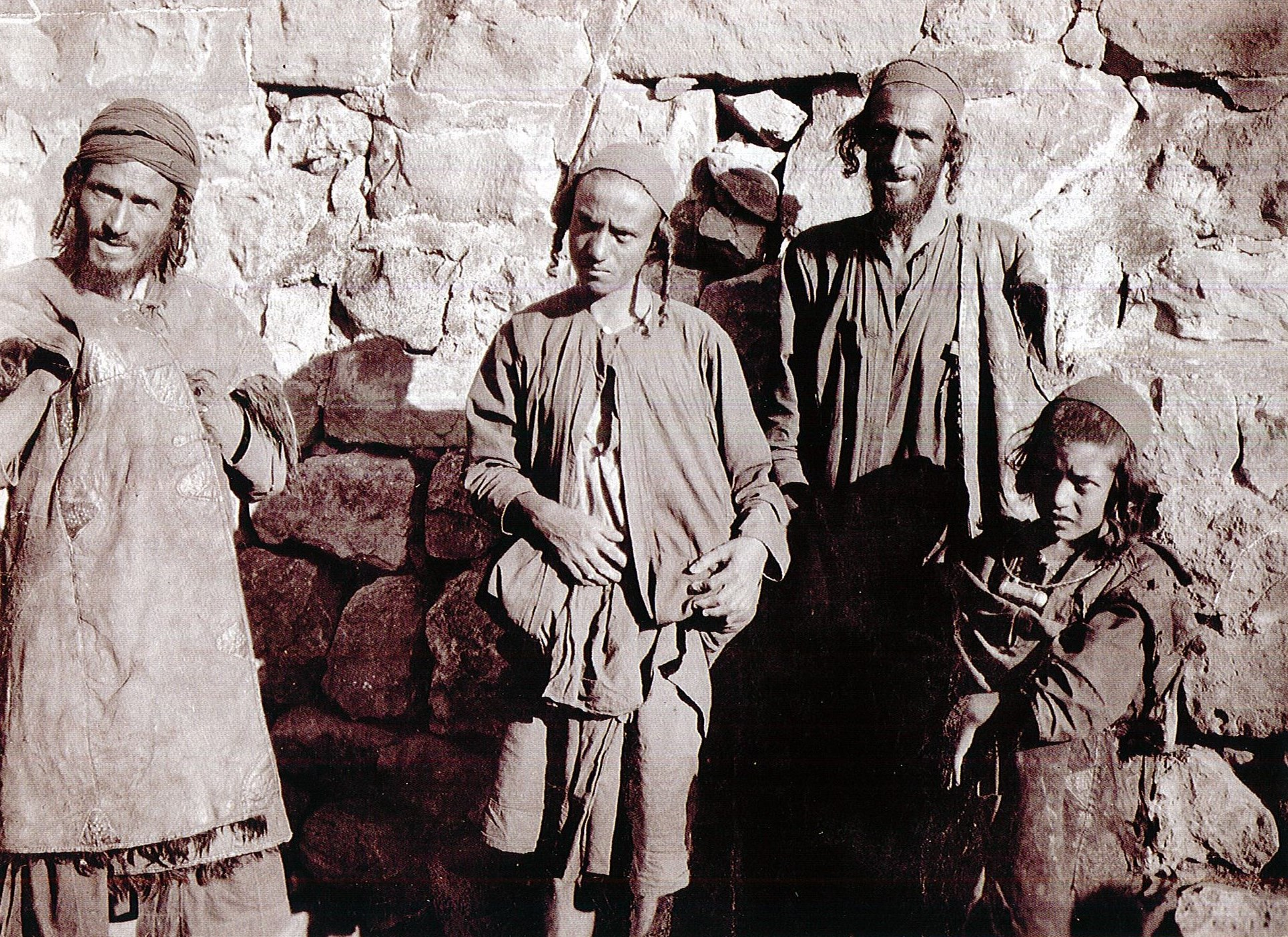
Một gia đình người Do Thái Yemen sống ở một ngôi làng miền núi

Trong những năm 1950 có 1.033 trẻ em người Do Thái Yemen thuộc những gia đình di dân nhập cư bỗng dưng bị mất tích. Trong hầu hết các trường hợp, các bậc phụ huynh cha mẹ nói rằng họ được cho biết rằng con cái của họ bị bệnh và phải được đến bệnh viện. Sau đó khi ghé thăm bệnh viện  coi tình hình sức khỏe con cái, người làm trong bệnh viện cho các phụ huynh được biết rằng con cái của họ đã chết mặc dù không có xác chết được tìm thấy hay những ngôi mộ mà sau này được khai quật lên thì những ngôi mộ ấy hoàn toàn trống rỗng trong nhiều trường hợp. Những người tin vào thuyết âm mưu cho rằng chính phủ Israel cũng như các tổ chức khác ở Israel đã bắt cóc trẻ em thiếu nhi và buôn bán trẻ em cho những người Do Thái hiếm muộn để nhận con nuôi. Người Do Thái Israel thế tục gốc châu Âu bị cáo buộc là đã cộng tác trong sự mất tích đột ngột của các trẻ sơ sinh người Do Thái Yemen và những động cơ chống tôn giáo và những vụ cưỡng bách chống lại tôn giáo cũng bị gán tội, Một số người đã đi xa hơn bằng cách buộc tội các cơ quan chức năng của Israel với âm mưu bắt cóc nhi đồng của người Do Thái Yemen vì động cơ phân biệt kỳ thị chủng tộc.
Năm 2001, một ủy ban điều tra công khai bảy năm đã kết luận rằng những cáo buộc bắt cóc trẻ em của các gia đình người Do Thái Yemen là không chính xác. Ủy ban đã bác bỏ các khẳng định về một âm mưu bắt cóc các trẻ em tách ly xa rời khỏi những gia đình người nhập cư Yemen. Báo cáo xác định rằng có 972 trong số 1.033 trẻ em bị mất tích. Năm đứa trẻ còn sót lại được tìm thấy vẫn còn sống. Ủy ban không thể khám phá ra được điều gì đã xảy ra trong 56 trường hợp khác. Đối với 56 trường hợp chưa được giải quyết, Ủy ban cho rằng "có thể" là do các trẻ em đã được bàn giao cho các quyết định của các tổ chức cá nhân địa phương, nhưng đó thực sự không phải là một phần thuộc về chính sách chính thức của nhà nước Israel.

### Người Do Thái Sephardi và người Do Thái Mizrahi (người Do Thái Trung Đông và người Do Thái Bắc Phi)

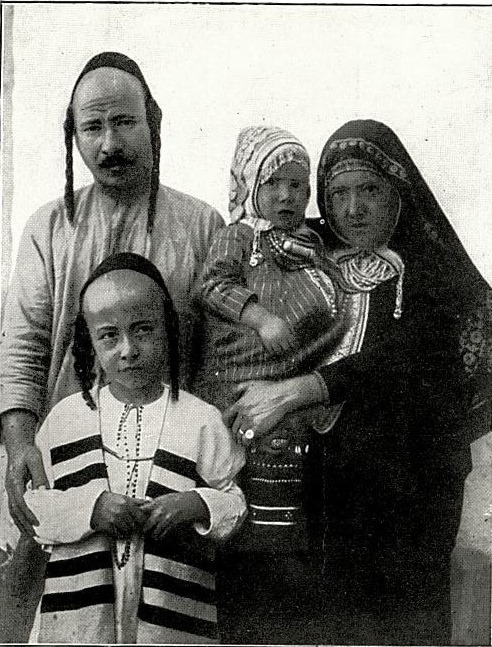
Một gia đình nhỏ người Do Thái Trung Đông

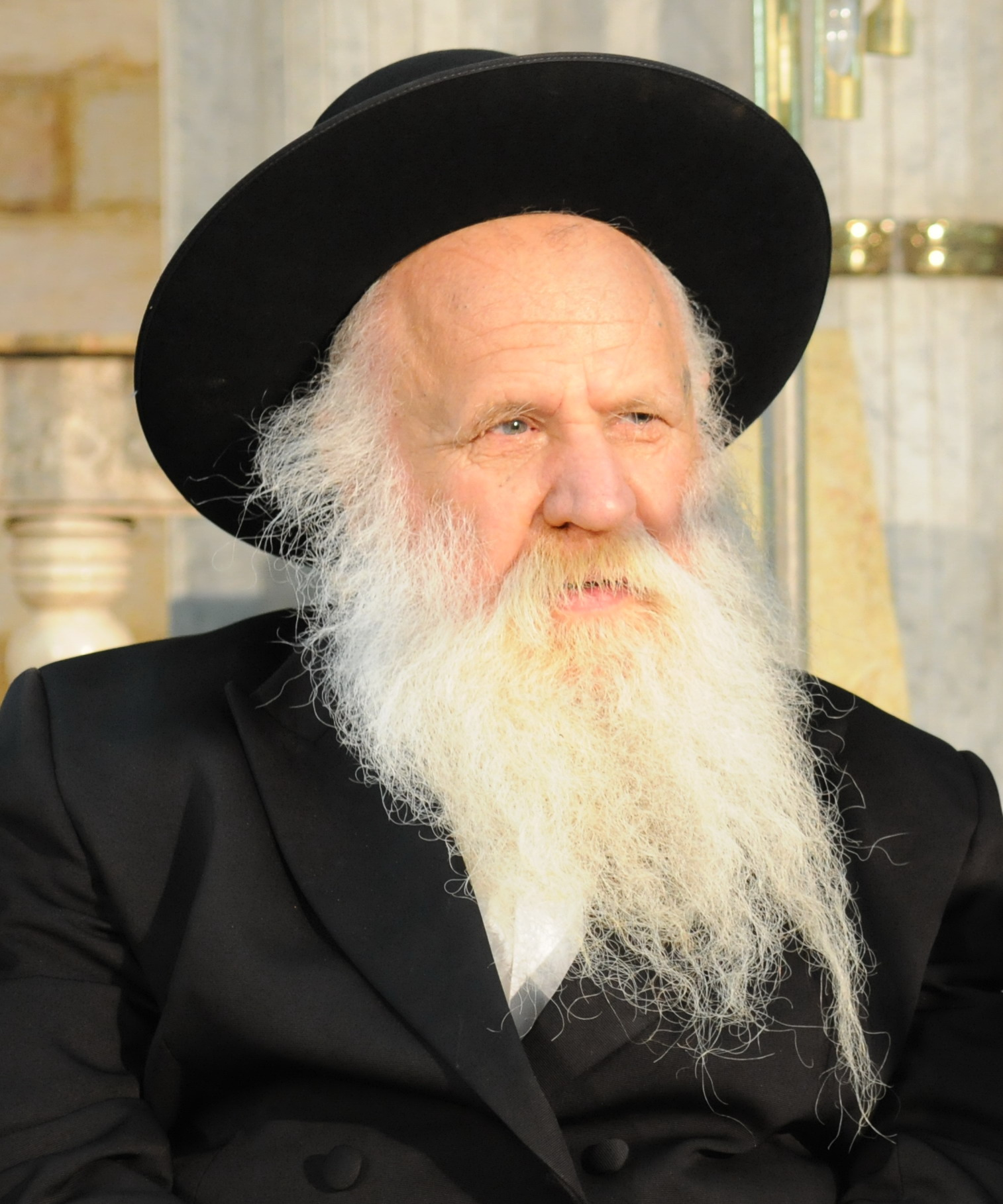
Một ông lão mang những đặc điểm của người Do Thái Phương Tây

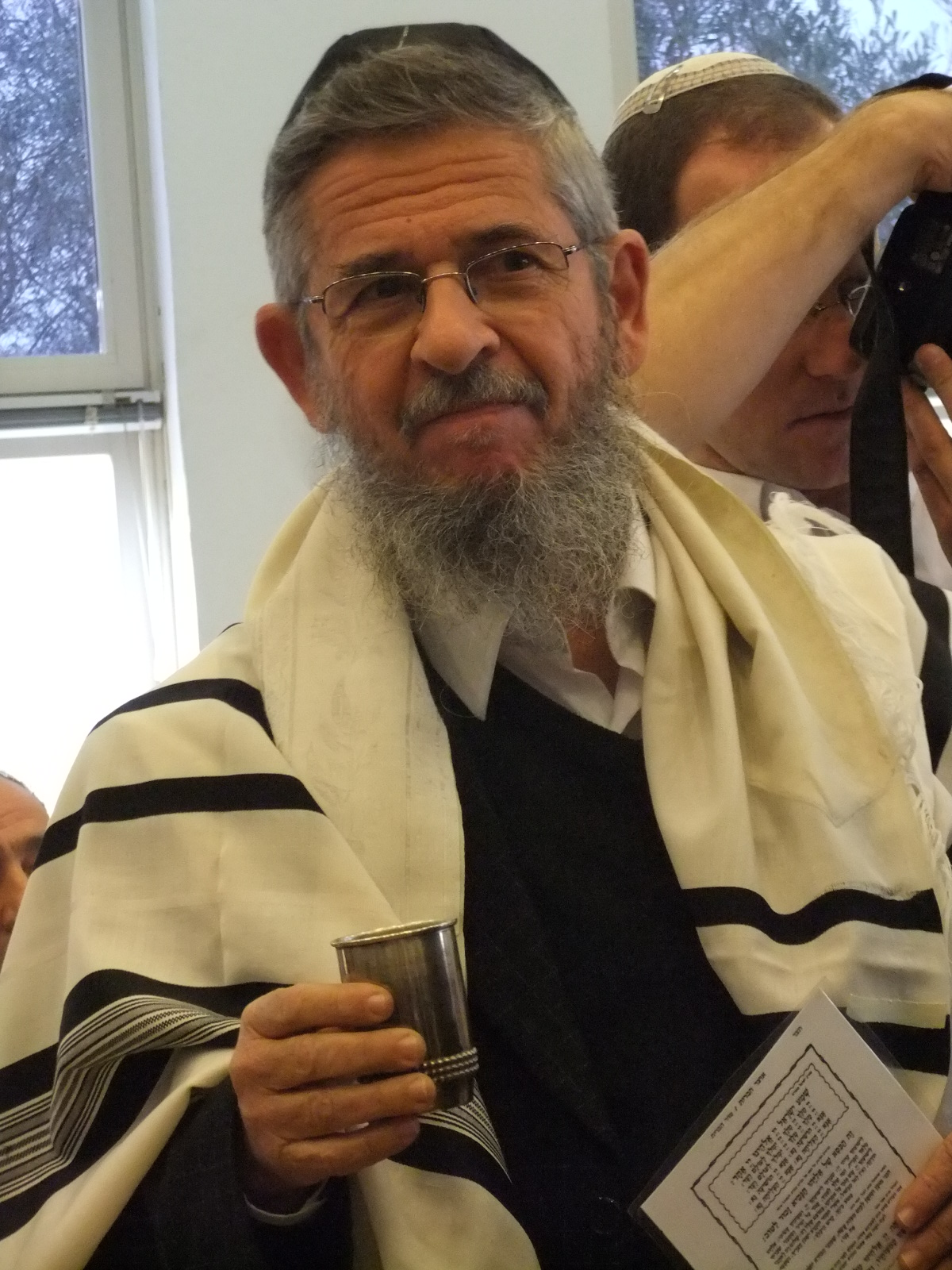
Một ông cụ người Do Thái Bắc Phi

Xã hội Israel nói chung và đặc biệt là những người Do Thái Ashkenazi đã được mô tả là có thái độ kỳ thị phân biệt chủng tộc đối với những người Do Thái có nguồn gốc từ vùng Trung Đông và xứ sở Bắc Phi, được gọi là người Do Thái Mizrahi, người Do Thái Sephardi và người Do Thái Phương Đông.
Một loạt các nhà phê bình người Do Thái Mizrahi đã chỉ trích nặng nề các chính sách của Israel và đã trích dẫn "những vụ đối xử bất bình đẳng trong quá khứ, bao gồm cả maabarot, những thành phố lều bẩn thỉu mà người Do Thái Mizrahi đã được sắp đặt để sinh sống khi nhập cư vào Israel, sự sỉ nhục đến người Do Thái Ma-rốc và các sắc dân người Do Thái Mizrahi khác về vụ việc chính quyền nhập cư Israel đã ra lệnh bắt phải cạo đầu và xịt vào cơ thể người Do Thái da màu bằng thuốc trừ sâu DDT; tầng lớp thượng lưu xã hội chủ nghĩa cưỡng ép sự thế tục hóa; sự phá hủy cấu trúc và các giá trị gia đình truyền thống, và hạ thấp địa vị xã hội của các tộc trưởng qua những năm tháng nghèo đói và thấp nghiệp là những ví dụ về sự ngược đãi người dân của chính quyền. Vào tháng 9 năm 1997, nhà lãnh đạo Ehud Barak thuộc Đảng lao động Israeli đã đưa ra lời xin lỗi sâu sắc đối với người Do Thái Phương Đông ở Netivot bằng cách nói rõ:
We must admit to ourselves [that] the inner fabric of communal life was torn. Indeed, sometimes the intimate fabric of family life was torn. Much suffering was inflicted on the immigrants and that suffering was etched in their hearts, as well as in the hearts of their children and grandchildren. There was no malice on the part of those bringing the immigrants here—on the contrary, there was much goodwill—but pain was inflicted nevertheless. In acknowledgement of this suffering and pain, and out of identification with the sufferers and their descendants, I hereby ask forgiveness in my own name and in the name of the historical Labor movement.
Chúng ta phải thừa nhận với chính bản thân chúng ta rằng tấm vải bên trong cuộc sống cộng đồng đã bị xé nát vụn. Thật vậy, đôi khi sự thân mật gắn bó gần gũi của cuộc sống trong mái ấm gia đình đã bị xé rách nát. Nhiều sự đau khổ đã gây ra cho người nhập cư và sự đau khổ đó đã khắc sâu trong trái tim họ, cũng như trong con tim của con cái họ và con cháu của họ. Ở đây không có ác cảm đối với những người hỗ trợ người di dân đến đây - nhưng trái lại, có rất nhiều thiện chí tốt đẹp - nhưng chuyện ấy vẫn gây ra nhiều đau đớn. Để thừa nhận sự đau khổ và sự nhẫn nại cam chịu này, và đối với những người đang gánh chịu tổn thương khổ đau và dòng dõi con cháu hậu duệ của họ, Tôi xin cầu xin sự tha thứ bằng tên của tôi và nhân danh của phong trào Lao động lịch sử.
Barak cũng đã từng tuyên bố trong những giai đoạn của thập niên 50s, Người nhập cư Do Thái Mizrahi đã "cảm thấy rằng truyền thống của họ thấp kém hơn so với truyền thống chiếm ưu thế của những người Do Thái [nguồn gốc người Châu Âu] Ashkenazi [diễn văn của Alex Weingrod]." Một số nhân vật nổi bật trong Đảng Lao động, bao gồm cả Teddy Kollek và Shimon Peres, tự tách mình ra khỏi lời xin lỗi trong khi đồng ý là có những sai lầm đã xảy ra trong thời kỳ nhập cư.
Sự khác biệt về văn hoá giữa người Do Thái Mizrahi và người Do Thái Ashkenazi ảnh hưởng đến mức độ và tỷ lệ của sự đồng hóa trong xã hội Israel, và đôi khi thì sự phân biệt giữa người Do Thái Đông Âu và người Do Thái Trung Đông khá là sắc nét rõ ràng. Sự tách biệt này đặc biệt được thấy rõ trong khoảng chu cấp nhà ở, đã giới hạn khả năng hội nhập trong những năm qua.
Một số người còn khẳng định rằng hệ thống giáo dục phân biệt đối xử kỳ thị chủng tộc với các nhóm dân tộc thiểu số người Do Thái gốc gác từ Bắc Phi và Trung Đông, và một nguồn cho biết rằng "thành kiến phân biệt đối xử kỳ thị chủng tộc để chống lại người Do Thái Mizrahi là một hiện tượng tương đối phổ biến, không chỉ giới hạn trong quá trình giáo dục học tập trong học đường".
Có một trường hợp trong năm 2010, khi một hệ thống trường học Haredi, nơi mà các học sinh Do Thái Sephardi và sinh viên Do Thái Mizrahi đôi khi bị loại trừ hoặc bị tách biệt cách ly. Trong năm 2010, tòa án tối cao thượng phẩm Israel đã gửi một thông điệp mạnh mẽ chống lại sự đối xử kỳ thị phân biệt chủng tộc trong trường hợp liên quan đến giáo phái Slonim Hassidic của người Do Thái Ashkenazi, phán quyết này cho rằng sự tách biệt phân ly giữa học sinh Do Thái Ashkenazi và sinh viên Do Thái Sephardi trong một trường học là bất hợp pháp. Họ tranh luận rằng họ tìm cách "để duy trì một mức độ tôn giáo bình đẳng, chứ không phải từ sự đối xử phân biệt kỳ thị chủng tộc. Để đối phó với những lời cáo buộc, trường học Slonim Haredim đã mời các bé gái người Do Thái Sephardi đến trường đi học, và còn thêm vào một lời tuyên bố: Tất cả đồng lòng, chúng tôi nói rõ rằng điều đó không phải là vấn đề về chủng tộc, nhưng tòa án tối cao đã chống phá lại các thầy đạo của chúng tôi, và do đó chúng tôi sẽ đi vô nhà tù.

## Các báo cáo về vấn đề phân biệt chủng tộc ở Israel
- Amnesty International annual reports on Israel – 2013 report, 2012 report, 2011 report, 2010 report Lưu trữ ngày 18 tháng 2 năm 2011 tại Wayback Machine, 2009 report Lưu trữ ngày 18 tháng 2 năm 2011 tại Wayback Machine, 2008 report Lưu trữ ngày 18 tháng 2 năm 2011 tại Wayback Machine, 2007 report Lưu trữ ngày 18 tháng 2 năm 2011 tại Wayback Machine
- Association for Civil Rights in Israel (ACRI) annual reports – 2014 report, 2013 report, 2012 report, 2011 report, 2009 report, 2008 report, 2007 report
- United States Department of State annual  Human Rights reports on Israel – 2014 report, 2013 report, 2012 report, 2011 report, 2010 report, 2009 report, 2008 report, 2007 report, 2006 report,  2005 report, 2004 report
- United Nations CERD –  2007 CERD report, unedited version of 2007 report
- Or Commission  – The Official Summation of the Or Commission Report Lưu trữ ngày 5 tháng 10 năm 2010 tại Wayback Machine"